# Loonee Tunes!
 (décembre 2023).
Si vous disposez d'ouvrages ou d'articles de référence ou si vous connaissez des sites web de qualité traitant du thème abordé ici, merci de compléter l'article en donnant les références utiles à sa vérifiabilité et en les liant à la section « Notes et références ».
Albums de Bad Manners
Ska 'n' B
(1980) Gosh It's... Bad Manners
(1981)
Loonee Tunes! est le deuxième album studio de Bad Manners, sorti en 1980. Il s'est classé 36ème dans les charts britanniques.

## Liste des titres
| No  | Titre                                      | Auteur          | Durée |
| --- | ------------------------------------------ | --------------- | ----- |
| 1.  | Echo 4-2                                   | L. Johnson      | 2:46  |
| 2.  | Just a Feeling                             |                 | 3:14  |
| 3.  | El Pussycat                                | Roland Alphonso | 1:51  |
| 4.  | Doris                                      |                 | 2:51  |
| 5.  | Spy-I                                      |                 | 4:11  |
| 6.  | Tequila                                    | The Champs      | 2:04  |
| 7.  | Lorraine                                   |                 | 3:18  |
| 8.  | Echo Gone Wrong                            |                 | 4:22  |
| 9.  | Suicide                                    |                 | 3:05  |
| 10. | The Undersea Adventures of Ivor The Engine |                 | 2:27  |
| 11. | Back in '60                                |                 | 2:39  |
| 12. | Just Pretendin'                            |                 | 3:02  |

| 13. | Lorraine (Extended Version)        | 6:20 |
| 14. | Here Comes The Major (New Version) | 3:23 |

## Formation
- Buster Bloodvessel - Chant
- Louis 'Alphonso' Cook - Guitare
- David Farren - Basse
- Martin Stewart - Clavier
- Chris Kane - Saxophone
- Andrew Marson - Saxophone
- Paul "Gus" Hyman - Trompette
- Winston Bazoomies - Harmonica, Chant
- Brian Tuitt - Batterie
- Roger Lomas - Production
- Kim Holmes - Ingénieur
- Moose - Ingénieur
- Recorded at Horizon Studios in Coventry and Pye Studios in London.